# Бернард, Норман
Норман Бернард (англ. Norman Bernard; родился 7 января 1951 года, штат Северная Каролина) — американский серийный убийца, совершивший в период с 15 августа по 20 ноября 1983 года серию из пяти нападений на мужчин  на территории штатов Северная Каролина и Калифорния, в результате которых три человека были убиты. Мотивом совершения преступления было психическое расстройство, несмотря на это, в 1984 году Бернард был приговорен к пожизненному лишению свободы.

## Биография
О ранних годах жизни Нормана Бернарда известно крайне мало. Известно, что Норман родился 7 января 1951 года на территории штата Северная Каролина. Детство и юность провел в социально-неблагополучной обстановке. Будучи подростком, Бернард стал демонстрировать признаки психического расстройства. Он рано бросил школу и большую часть свободного времени проводил в обществе представителей маргинального слоя общества, ведущих криминальный образ жизни и имеющих низких социальный статус. В конце 1960-х Бернард был арестован по обвинению в совершении ряда преступлений. Он был подвергнут судебно-психиатрическому освидетельствованию, по результатам которой у него была диагностирована  шизофрения, вследствие чего несколько последующих лет он провел в психиатрической клинике, где проходил курс лечения. В середине 1970-х после прохождения курса лечения, Бернард оказался на свободе, где вскоре начал вести бродяжнический образ жизни, проводя много времени в обществе бездомных.

## Серия убийств
15 августа 1983 года Норман Бернард в городе Фейетвилл совершил нападение на бездомного 58-летнего Мануэля Диаза во время распития алкогольных напитков. В ходе нападения недалеко от одной из церквей, которая занималась оказанием социальной помощи бездомным, Бернард три раза выстрелил в голову Диазу и нанес ему несколько ударов ножом в область паха, пытаясь ампутировать Диасу половые органы. Несмотря на тяжесть принесенных увечий, Диаз остался в живых, после чего дал показания сотрудникам полиции и Бернард был объявлен в розыск. Узнав об этом, Норман Бернард с целью избежать уголовного преследования покинул территорию штата Северная Каролина и переехал в Лос-Анджелес (штат Калифорния). Он обосновался на территории печально известного района Лос-Анджелеса под названием «Скид Роу»где на протяжении нескольких десятилетий обосновалась социальная группа бездомных, представители которых подвержены большой виктимности. В конце октября 1983 года Бернард во время совместного распития алкогольных напитков совершил нападение на бездомного мужчину, в ходе которого он нанес ему несколько огнестрельных ран с помощью пистолета 22-го калибра, но жертва осталась в живых. 31 октября 1983 года также во время совместного распития алкогольных напитков, Бернард застрелил бездомного 34-летнего Энтони Коди. Через 12 дней, 12 ноября того же года Норман застрелил 62-летнего Уильяма Кренделла. Рано утром 20 ноября Бернард на одной из улиц района застрелил спящего 45-летнего Бобби Джо Джонса, после чего покинул территорию района«Скид Роу» и перебрался на территорию города Ирвайн, где 22 ноября он был арестован сотрудниками полиции во время попытки угона автомобиля. Во время ареста у Бернарда был найден пистолет 22-го калибра. После ареста Норман был доставлен в окружную тюрьму «Los Angeles County Jail», где в ходе допроса он признался в совершении убийств и нападений. В последующие несколько недель была проведена криминалистическо-баллистическая экспертиза, результаты которой установили, что все жертвы были убиты из пистолета 22-го калибра, который был изъят у Бернарда во время ареста. Исследование оружия и его комплектующих, патронов, пуль, гильз позволили также установить, что с помощью этого же пистолета Бернард совершил попытку убийства Мануэля Диаса. На допросах он заявил, что все его жертвы были антисоциальными элементами, страдающими алкогольной зависимостью и депрессией, и он их убил с целью избавить от страданий.

## Суд
Судебный процесс открылся в начале 1984 года. В отношении Нормана Бернарда была проведена судебно-медицинская экспертиза. Несмотря на наличие шизофрении, он на основании результатов экспертизы был признан вменяемым, после чего прокуратура округа Лос-Анджелес предложила Бернарду заключить соглашение о признании вины, на что он ответил согласием. В обмен на не вынесение смертного приговора в отношении самого себя, он признал себя виновным по всем пунктам обвинения, после чего 4 апреля 1984 года получил в качестве уголовного наказания пожизненное лишение свободы без права на условно-досрочное освобождение. Во время судебного процесса представители департамента полиции Фейеттвилла вели с представителями департамента полиции Лос-Анджелеса переговоры об экстрадиции Бернарда на территорию штата Северная Каролина для проведения судебного процесса по обвинению в совершении нападения на Мануэля Диаса, однако после вынесения приговора Бернарду переговоры были прекращены, так как  представители департамента полиции Фейеттвилла впоследствии отказались от экстрадиции, заявив о том, что Норман на территории штата Калифорния получил справедливый и строгий приговор.  